# Jan Antosiewicz
Jan Marek Antosiewicz (ur. 14 czerwca 1954 w Warszawie) – polski fizyk, profesor zwyczajny.

## Życiorys
Ukończył studia na Uniwersytecie Warszawskim w 1978. Po studiach podjął pracę w Zakładzie Biofizyki Instytutu Fizyki Doświadczalnej Wydziału Fizyki Uniwersytetu Warszawskiego. Pracę doktorską (Badanie hydratacji nukleozydów w oparciu o pomiary prędkości rozchodzenia się fal ultradźwiękowych w roztworach alkoholowo-wodnych, promotor: prof. David Shugar) obronił w 1985. W latach 1986–88 odbył staż podoktorski w Instytucie Chemii Biofizycznej im. Maxa Plancka w Getyndze, zaś w latach 1992-95 na University of Houston i Uniwersytecie Kalifornijskim w San Diego. W 1999 habilitował się na podstawie pracy Mezoskopowe modelowanie komputerowe w badaniach struktury, dynamiki i funkcjonowania kwasów nukleidowych i białek (recenzenci: prof. Marek Cieplak, prof. Bogdan Lesyng, prof. Kazimierz Wierzchowski). W 2002 został profesorem UW. 23 kwietnia 2009 uzyskał tytuł profesora nauk fizycznych.
Zajmuje się biofizyką molekularną białek i kwasów nukleinowych. Należy do American Chemical Society
Był promotorem 2 oraz recenzentem 5 prac doktorskich i habilitacyjnych.